# Enchanté (タイのテレビドラマ)
『Enchanté』（タイ語: ใครคือ...อองชองเต Enchanté、アンシャンテ）は、2022年にタイで放送されたテレビシリーズ。カシデット・プルークポン（ブック）とジーラチャポン・シーサング（フォース）が主演する。2022年1月28日よりGMM25とViuにて放送され、日本ではU-NEXTにて同年2月4日より配信された。

## あらすじ
ティウ（ブック）は幼少期にフランスに渡り祖母と暮らしていたが、祖母が亡くなったことでタイに戻ってきた。そこで幼馴染で近所に住んでいるアック（フォース）と再会する。ティウは父親が経営する大学に入学し文学を専攻したが、父親の影響もあり入学早々話題の人となった。
ある日、ティウは大学の図書館で一冊の本落書きをする。すると後日、その落書きに対してフランス語で「はじめまして」を意味する「Enchanté（アンシャンテ）」という名前で返事が書き込まれていることを発見した。「アンシャンテ」の正体が気になるティウはアックと共に大学内で「アンシャンテ」探しを始める。すると4人の男子学生が、自分こそがアンシャンテだと名乗りを上げた。
ティウはアックの助けを借りて、「アンシャンテ」の正体を突き止めることができるのだろうか？

## キャストとキャラクター

### 主演
- ティウ：ブック・カシデット・プルークポン
- アック：フォース・ジーラチャポン・シーサング

### アンシャンテ候補
- プーパー：ウー・タナブーン・キエットニラン
- ナティー：フルーク・プーシット・ディタピシット
- ワーヨー：ブーム・タラトーン・ジャンタラウォーラカーン
- サーイファー：フルーク・ガウィン・キャスキー

### その他
- トン：JJ・チャヤコーン・ジュターマー
- タン：アン・ナパット・パチャラチャワリット
- イン：フォン・ナリンティ・プンパッタラサクン
- カイ：プレーン・キッタパット・ポングルーア
- アンパワー：コーイ・ナルモン・ポンスパー
- Dr.ソムソン：アン・オリバー・プーパー
- サン：ジミー・ジッポン・ポティウィホック
- フォン：ファー・ヨンワリー・アニンボン

## オリジナルサウンドトラック
- ยินดีที่รู้ใจ (Enchanté) - TAY TAWAN[2]
- รู้แค่ผมรักคุณก็พอ (Je t’aime à la folie) - Fluke Gawin[3]

## タイでの評価
- 下記の表で、青文字は最も低い評価を表し、赤文字は最も高い評価を表す。

| エピソード番号 | 放送日        | 放送時間    | 評価   | 備考   |
| -------------- | ------------- | ----------- | ------ | ------ |
| 1              | 2022年1月28日 | 20:30 (ICT) | 0.146  | [ 4 ]  |
| 2              | 2022年2月4日  | 20:30 (ICT) | 0.126  | [ 5 ]  |
| 3              | 2022年2月11日 | 20:30 (ICT) | 0.072  | [ 6 ]  |
| 4              | 2022年2月18日 | 20:30 (ICT) | 0.027  | [ 7 ]  |
| 5              | 2022年2月25日 | 20:30 (ICT) | 0.084  | [ 8 ]  |
| 6              | 2022年3月4日  | 20:30 (ICT) | 0.061  | [ 9 ]  |
| 7              | 2022年3月11日 | 20:30 (ICT) | 0.146  | [ 10 ] |
| 8              | 2022年3月18日 | 20:30 (ICT) | 0.095  | [ 11 ] |
| 9              | 2022年3月25日 | 20:30 (ICT) | 0.102  | [ 12 ] |
| 10             | 2022年4月1日  | 20:30 (ICT) | 0.052  | [ 13 ] |
| 平均           | 平均          | 平均        | 0.91 1 | 0.91 1 |

^1 1話あたりの平均評価に基づく。